# Oyigbo
Oyigbo è una delle aree a governo locale (local government areas) in cui è suddiviso lo stato di Rivers, nella Repubblica Federale della Nigeria.
Conta una popolazione di 122.687 abitanti.